# Pedicia daimio
Pedicia (Pedicia) daimio là một loài ruồi trong họ Pediciidae. Chúng phân bố ở vùng sinh thái Palearctic.